# Mozart’s House
„Mozart’s House” – singiel angielskiej grupy muzycznej Clean Bandit. Został wydany 29 marca 2013 roku jako drugi singiel z ich pierwszego albumu studyjnego, New Eyes (2014). Piosenka zadebiutowała na 17. miejscu UK Singles Chart. Zawiera utwór z Kwateru smyczkowego nr 21 Wolfganga Amadeusa Mozarta.

## Teledysk
Teledysk do singla został opublikowany na YouTube 15 października 2010 roku. W klipie pojawiają się sceny na których wokalistka Ssegawa Ssekintu śpiewa w różnych miejscach, a także scena z wiolonczelistką Grace Chatto w bieliźnie, trzymającą skrzypce na piersi. Chatto pracowała jako nauczycielka gry na wiolonczeli w szkole, kiedy miało miejsce zwolnienie, a jej półnagi wygląd spowodował, że została zwolniona, po skardze rodzica, który zasygnalizował, że jest to nieprzyzwoite. Teledysk został nakręcony głównie w Moskwie, a niektóre sceny nakręcono w Londynie pobliżu stacji kolejowych Docklands Light Railway. Długie fragmenty filmu zostały nakręcone w zwolnionym tempie, a następnie przyspieszone, aby zsynchronizować się z normalną prędkością.

## Lista Utworów
Cyfrowy Singiel (2011)
1. „Mozart’s House” – 3:51

Cyfrowa EP-ka (2013)
1. „Mozart’s House” – 3:51
2. „Mozart’s House” (XXXY Remix) – 4:16
3. „Mozart’s House” (My Nu Lung Remix) – 4:30
4. „UK Shanty” – 3:37